# Reasons (canción de Kotipelto)
Reasons es la segunda canción del disco Coldness del cantante finlandés Timo Kotipelto en su proyecto en solitario Kotipelto, Reasons fue elegido como el videoclip del disco que llegó al puesto número 1 en Finlandia y se mantuvo ahí por 9 semanas destacando con escenas en donde vemos a Kotipelto cantando en un auto en la nueve y a una mujer que esta perdida en las razones.

## Temas
1. "Reasons" ( 3:49 )
2. "Seeds of Sorrow" (4:14)
3. "Vizier (Extended Version)" (4:48)

## Personal
1. Timo Kotipelto - voz principal
2. Michael Romeo - Guitarras (en pistas 1,2,3,4,6,7,8)
3. Juhani Malmberg - Guitarras (en pistas 5,9,10)
4. Jari Kainulainen - bajo
5. Janne Wirman - teclados
6. Mirka Rantanen - tambores

## Chart Finnish
| Año  | Chart         | País                 | Posición |
| ---- | ------------- | -------------------- | -------- |
| 2004 | Finnish chart | Bandera de Finlandia | 1        |

- Datos: Q4048076